# Musée national des carrosses
Le musée national des Carrosses (en portugais, Museu Nacional dos Coches) est un musée consacré aux voitures hippomobiles situé à Lisbonne (Portugal), dans le quartier de Belém, sur les bords du Tage, place Afonso de Albuquerque. C’est une des plus importantes collections du monde.

## Situation
Le musée est installé dans l'ancien manège du palais royal de Belém, siège actuel de la Présidence du Portugal.

## Historique
Le bâtiment, appelé el Picadeiro Real, fut construit en 1787, dans un style néoclassique, sur les plans de l’architecte italien Giacomo Azzolini. L’intérieur est décoré de peintures et de  panneaux de tuile réalisés par divers artistes portugais. Le manège intérieur permettait le dressage des chevaux et offrait des spectacles d'équitation et des jeux équestres. Les membres de la famille royale pouvaient suivre les évolutions des chevaux depuis les balcons.
Le musée fut inauguré en 1905 par la reine Amelia, sous le nom de Museu dos Coches Reaes (musée des carrosses royaux) afin de conserver la grande quantité de voitures de la famille royale et de la noblesse du Portugal.
En 1911, après l’avènement de la république, le musée est nommé musée national des carrosses et avec la loi de séparation de l’Église et de l’État les collections s’enrichissent de voitures ecclésiastiques, mais aussi de nombreux documents (peintures, estampes, dessins, plans).
En 2015, un nouveau bâtiment a été construit, sur les plans de l’architecte brésilien Paulo Mendes da Rocha, lauréat du prix Pritzker en 2006. Il abrite maintenant la quasi-totalité des collections dans un immense espace situé au premier étage, le rez-de chaussée étant réservé aux locaux techniques et aux ateliers d’entretien et de restauration. Une autre section du musée, qui se trouvait au palais ducal de la Villa Viçosa, au sud du Portugal, y a été réintégrée.
Le Picadeiro Real accueille des expositions temporaires et thématiques.

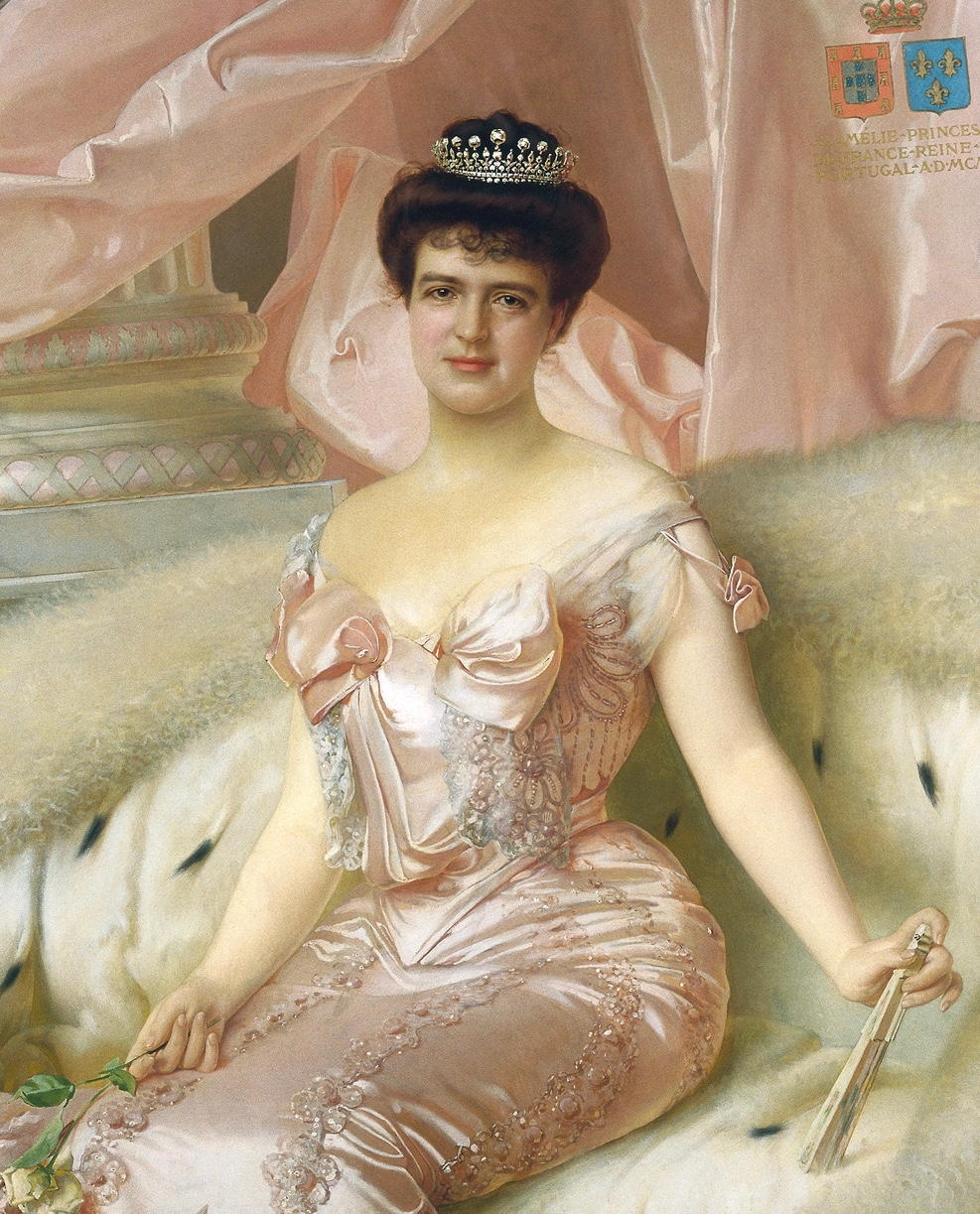
Portrait de la reine Amélia
Acte officiel, 1905
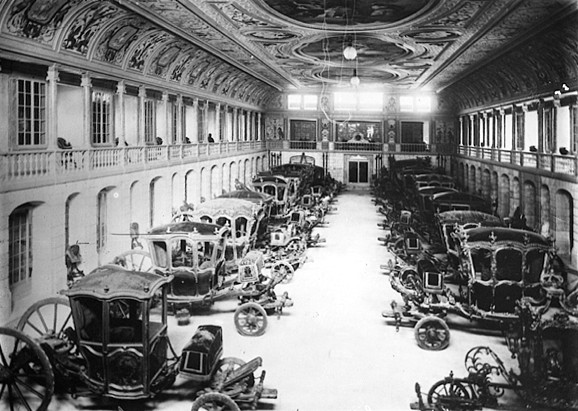
Le Musée royal des carrosses en 1907

## Architecture

### Picadeiro Real
Le bâtiment du Picadeiro Real (Manège royal), de 1787, vu de l’extérieur, présente un aspect simple typiquement néoclassique, avec un seul étage. L’entrée, place Afonso de Albuquerque, est constituée par trois portes à arcs surbaissés, séparées par des colonnes, et surmontées d’un balcon. L’intérieur révèle une grande salle, longue de 50 mètres sur 17 de large, éclairée d’un côté par les fenêtres du rez-de chaussée et de l’étage, bordées d’un balcon, tandis que le côté opposé offre des tribunes permettant au public d’assister aux évolutions du manège, le centre étant occupé par les loges royales. Le Picadeiro présente une décoration somptueuse de peintures et d’azulejos.

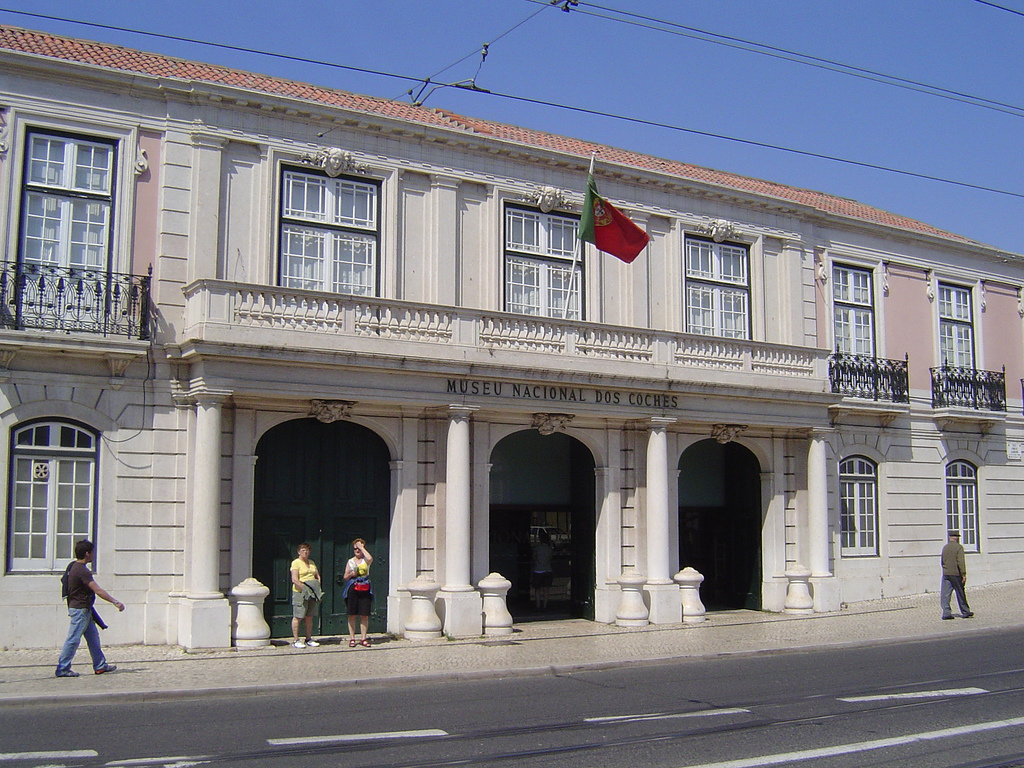
Façade du Picadeiro
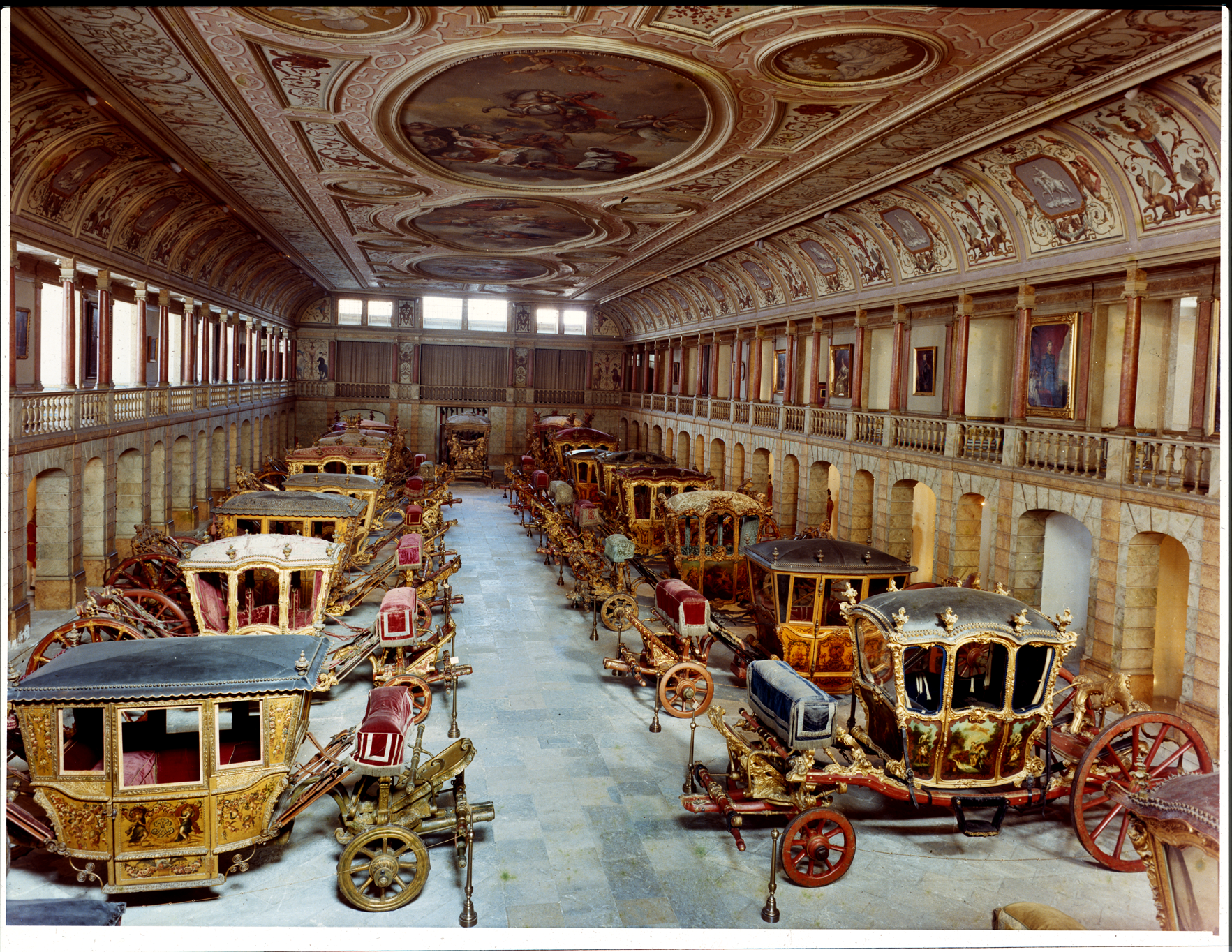
Grande salle du Picadeiro

### Nouveau bâtiment
L’augmentation des collections du musée rendait nécessaire son extension, qui fut décidée en 2008. Le projet a été confié à Paulo Mendes da Rocha, en consortium avec l’atelier Ricardo Back Gordon et l’ingénieur Rui Furtado. La première pierre fut posée en 2010 sur l’emplacement des anciens ateliers généraux d'ingénierie de l’Armée de Belem, à proximité immédiate de l’ancien musée. Il a été inauguré en 2015.
C’est un parallélépipède de 132 mètres sur 48, de 12 mètres de haut, surélevé sur 14 piliers circulaires. Il se compose en fait de deux éléments distincts, reliés par un passage aérien : le pavillon d’exposition et l’édifice annexe. Les vastes proportions du pavillon d’exposition, les murs blancs ponctués de baies en petit nombre et de vitrines, permettent une mise en valeur optimale des collections. Le nombre réduit des baies a pour but de limiter l’exposition à la lumière naturelle, préjudiciable à la bonne conservation des œuvres, mais permet aux visiteurs de bénéficier de la vue sur l’environnement extérieur.
L’édifice annexe regroupe les zones administratives, le bureau de conservation et les réserves, une bibliothèque, des salles d’exposition et une zone de restauration.
Équipement culturel, c’est aussi un lieu public facilement accessible par des pistes cyclables et piétonnes, proche du jardin Afonso de Albuquerque.

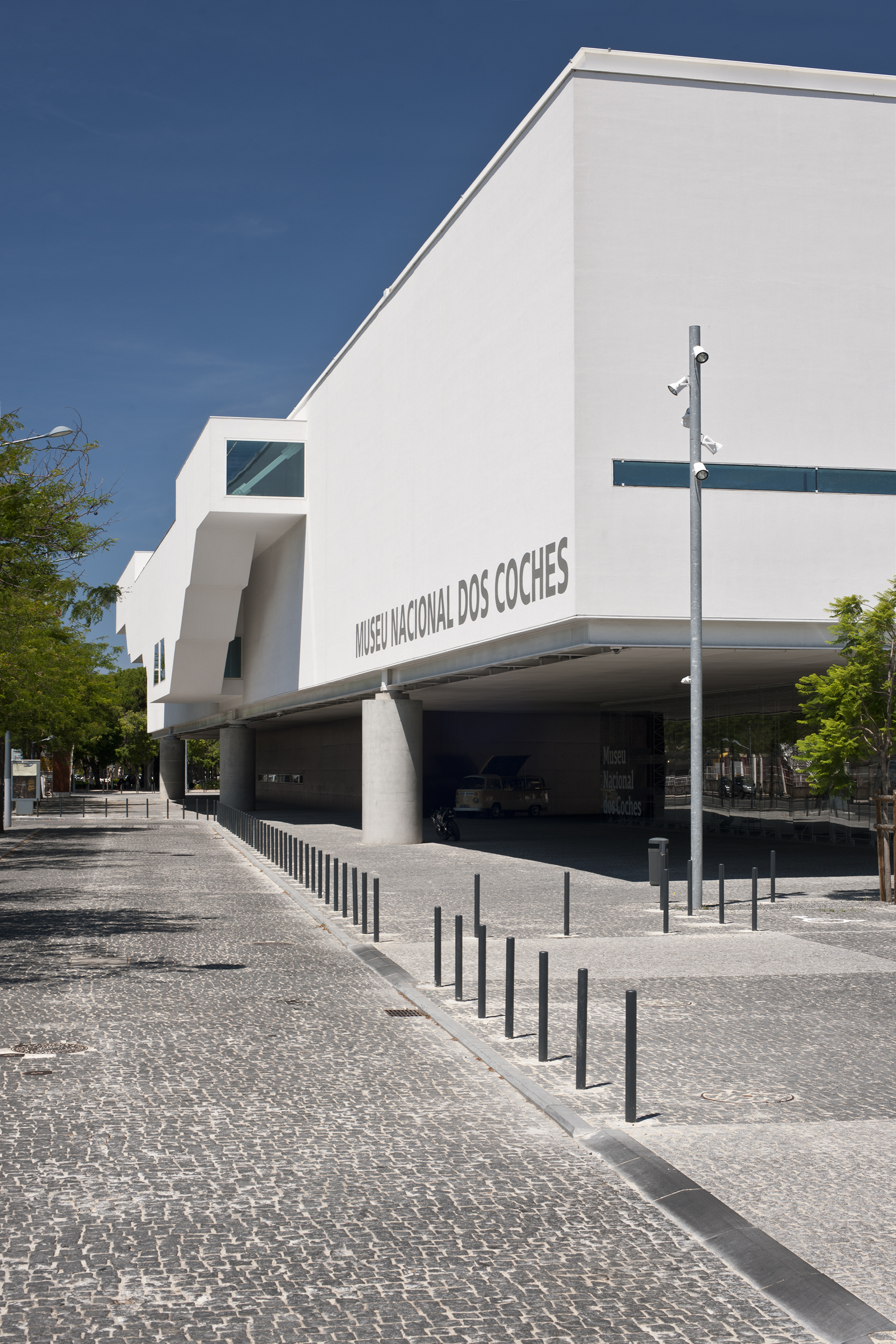
Façade
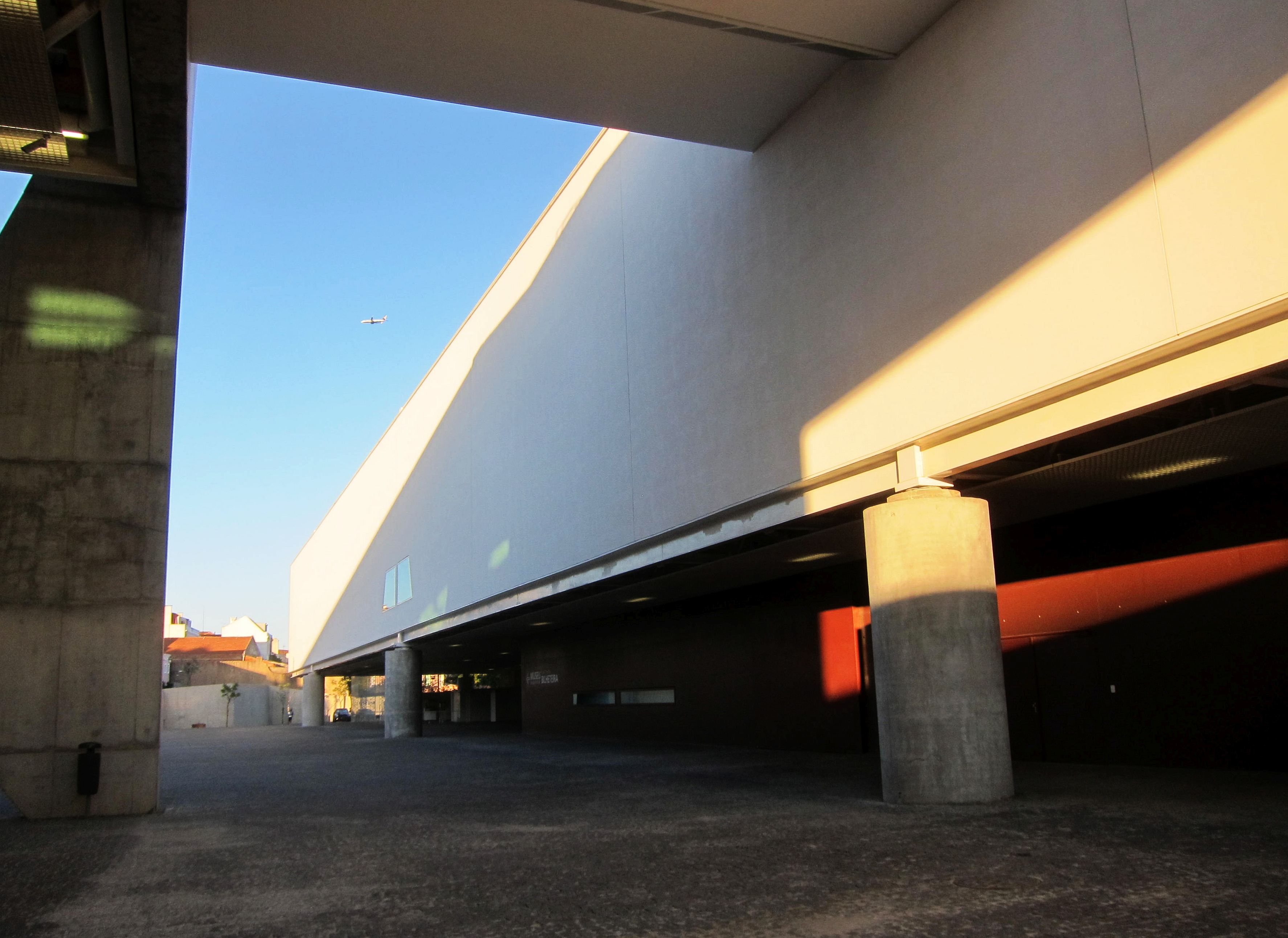
Façade nord
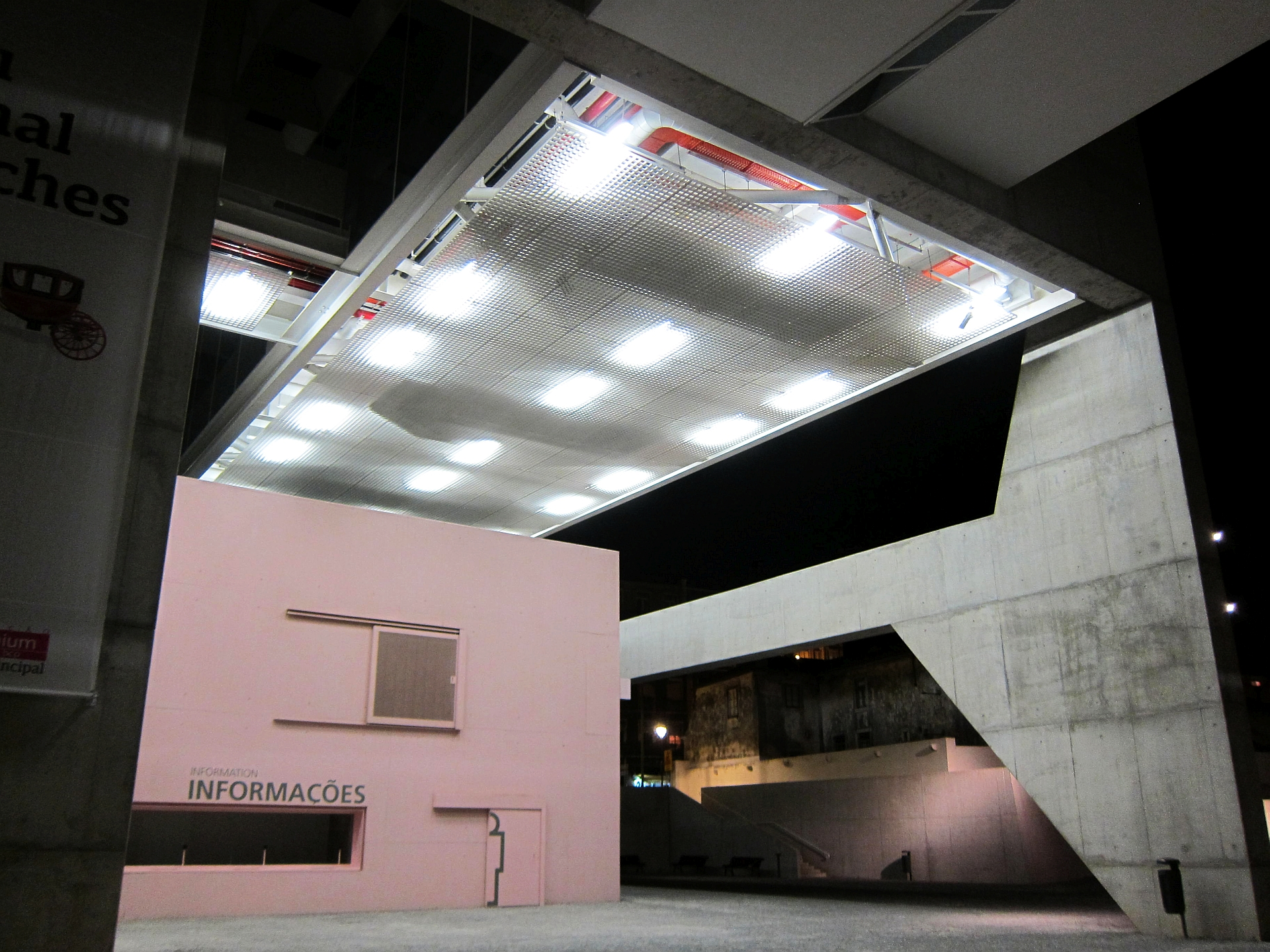
Façade sud, de nuit
Galerie intérieure

## Collections
Le musée offre un éventail très complet des types de voitures en usage en Europe, depuis le XVIe siècle jusqu’au XIXe. On trouve des voitures venant du Portugal, d’Espagne, d’Italie, d’Autriche, de France, de Grande-Bretagne.

### Voitures hippomobiles
La collection d’origine était constituée essentiellement de voitures d’apparat de la cour royale (coches, carrosses), voitures destinées aux enfants, mais elle s’est progressivement enrichie d’autres types : voitures de voyage (berlines, chaises), de loisir (victoria, phaéton), utilitaires (malle-poste, char à bancs), voitures ecclésiastiques, etc.
La pièce la plus ancienne est le coche du roi Philippe II (Philippe III d’Espagne) utilisé lors de sa visite au Portugal en 1619.
Outre les voitures hippomobiles proprement dites, la collection comporte aussi des modes de transport par des hommes, comme des litières et des chaises à porteurs.

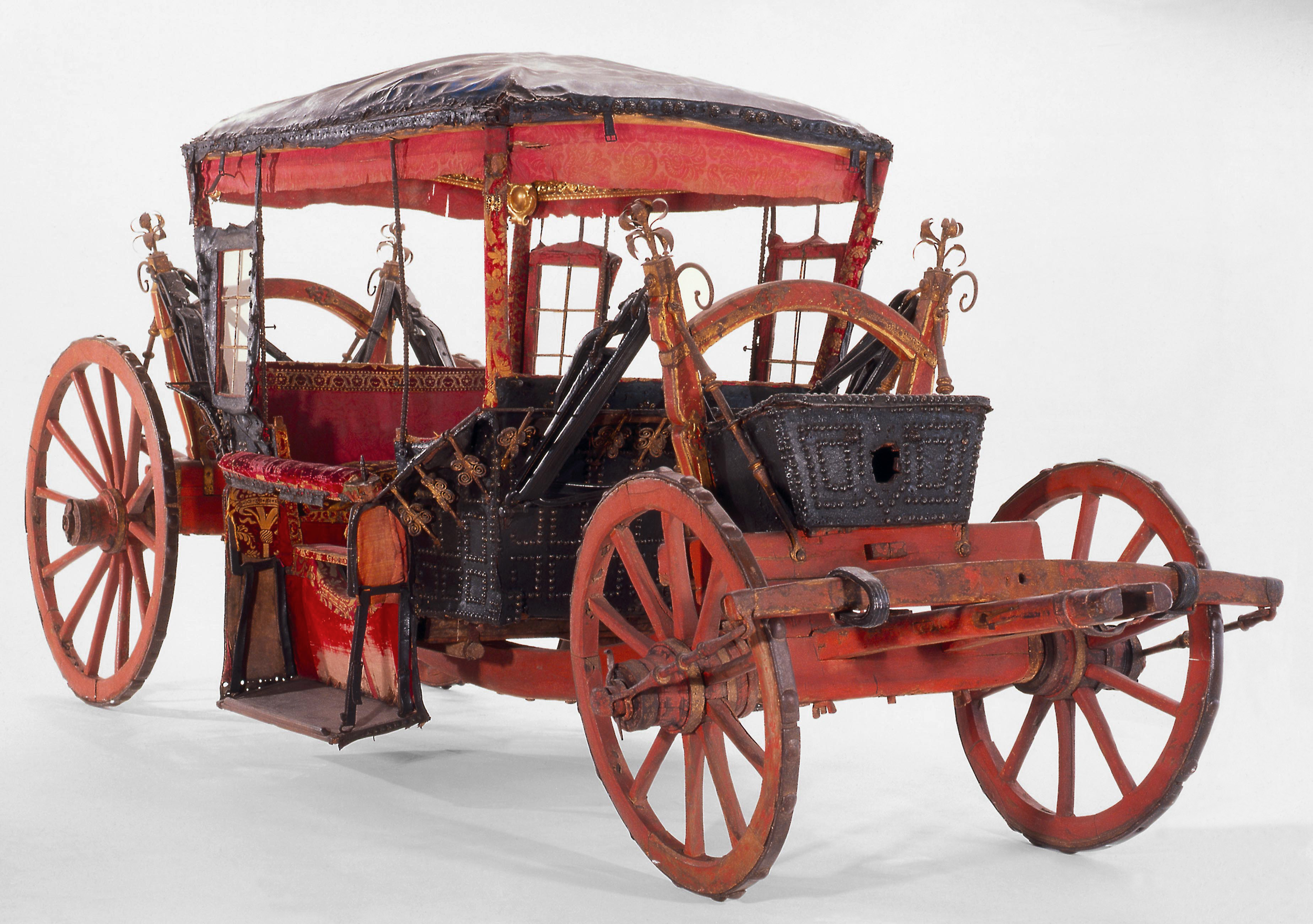
Coche de Filipe II, XVI-XVIIe
Carrosse du Pape Clémente XI, XVIIIe
Carrosse de D. Maria Ana de Áustria, XVIIIe
Carrosse de Pedro II, XVIIe
Carrosse des Patriarches, XVIIe
Carrosse de D. Maria Francisca de Sabóia, XVIIe
Carrosse de D. José I
Carrosse de D. João V
Berline de la Casa Real, XVIIIe
Berline dormeuse, XIXe
Char à bancs, XIXe
Malle-poste
Chaise dos Óculos (deux fenêtres latérales)
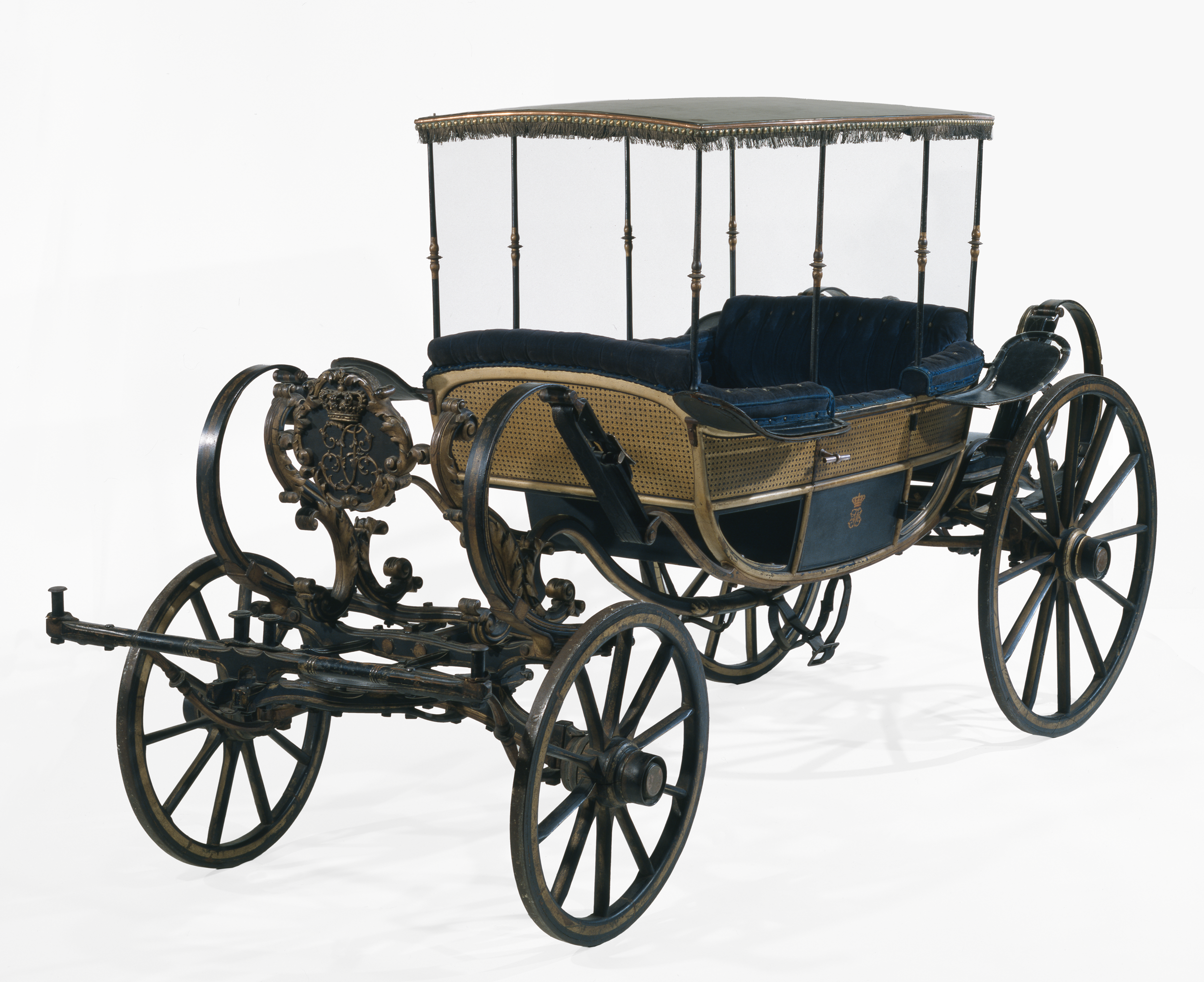
Voiture d’enfant du prince D. Carlos (futur D. Carlos I)
Berline de procession, 1740
Litière (1760-1785)
Voiture d’enfant de la Casa Real, XIXe
Phaéton de D. José de Siqueira (1850-1900)
Victoria (1850-1900)

### Autres collections
Le musée expose d’importantes collections d’objets liés aux voitures et aux transports :
- accessoires de cavalerie et de jeux équestres, harnais et équipements divers ;
- uniformes des équipages de la cour ;
- armes, épées, hallebardes ;
- instruments de musique des fanfares royales, notamment la Charamela Real, ensemble de vingt-quatre trompettes et deux timbales ;
- documents : plans d’architecture, dessins de décorations de voitures, gravures, estampes, photographies ;
- un important fonds iconographique sur la famille royale du Portugal, avec portraits à l’huile, paysages, représentations de voitures, tapisseries d’Aubusson et mobilier ancien du musée…

Quintaine
Selle du marquis de Marialva, XVIIIe s.
Livrée de cocher royal, XIXe s.
Trompette de la Charamela Real